# Eugen Füllner
Eugen Füllner (Breslau, 14 februari 1853 - Bad Warmbrunn, 24 mei 1925) was een Duits industrieel en filantroop.

## Biografie
Eugen Füllner werd geboren in 1853 in Breslau, (thans Wrocław). In 1899, na de dood van zijn vader, nam hij het familiebedrijf voor de productie van  papiermachines over en besloot om het uit te breiden. In zijn plan om een moderne fabriek te maken, naar Noors voorbeeld, op dat moment de marktleider in de productie van papiermachines, bezocht hij de Noorse papierfabrieken, deskundigen op dit gebied en de nodige documentatie. Füllners fabriek bereikte in korte tijd een hoog technisch niveau, en zijn papiermachines werden over de hele wereld geëxporteerd.  In de buurt van de fabriek bouwde Füllner een villa.

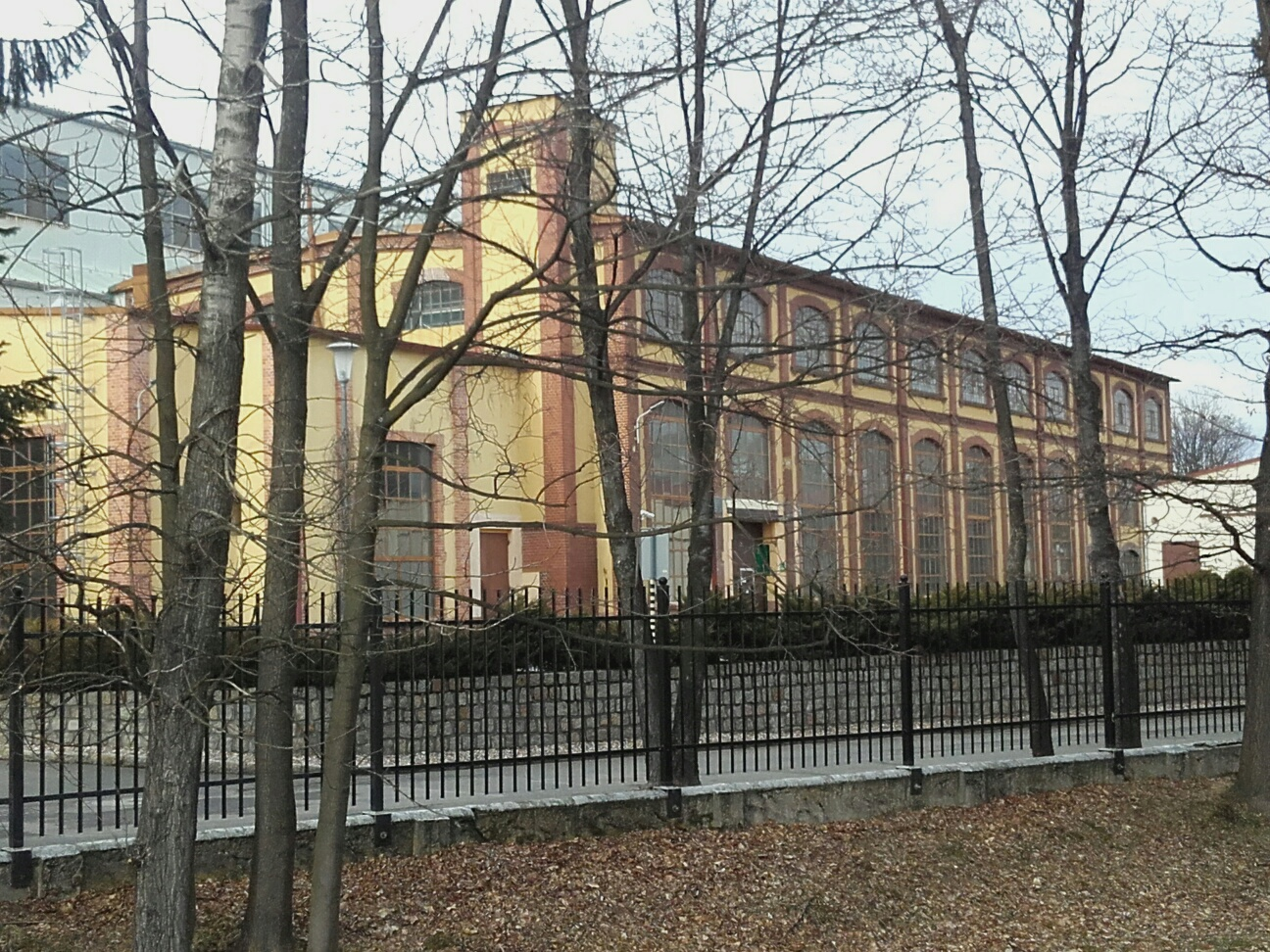
Maschinenbauanstalt Warmbrunn tegenwoordig PMPoland (2017)

Füllner gaf niet alleen om de ontwikkeling van zijn fabriek, maar ook om de werknemers in zijn fabriek. Hij was niet alleen een moderne zakenman, maar ook een sociaal mens, hij ondersteunde fincieel een groot aantal lokale initiatieven, waaronder een houtsnijwerkschool in Bad Warmbrunn (gebouwd in 1902), maar ook de aanleg van een tramlijn van Hirschberg (thans Jelenia Góra) naar Bad Warmbrunn. Ook kocht Füllner in de nabijheid van zijn fabriek een groot perceel grond voor de bouw van een woonwijk, winkels en een medische post voor de werknemers van zijn fabriek.
Füllner besloot in 1906 dat een deel van zijn aangekochte grond voor de bouw van een woonwijk moest dienen en het resterende deel moest dienen voor een openbaar park. Hij organiseerde een ontwerpwedstrijd voor het park, en landschapsarchitect Fritz Hanisch werd belast met het beheer van de grondwerken, en de bouw van een Noors paviljoen, dat als een rustplaats voor wandelaars moet dienen, ontworpen door de Noorse architect Einar Smith (1863-1930). Tevens werden twee vijvers aangelegd, in totaal ca. 10 km aan wandelpaden, tal van bomen geplant en bankjes, priëlen en wegwijzers geplaatst. Voor de bouw van het park stond Füllner erop dat uitsluitend lokale ambachtslieden werden gebruikt, alsmede enkel bouwmateriaal uit de regio. 

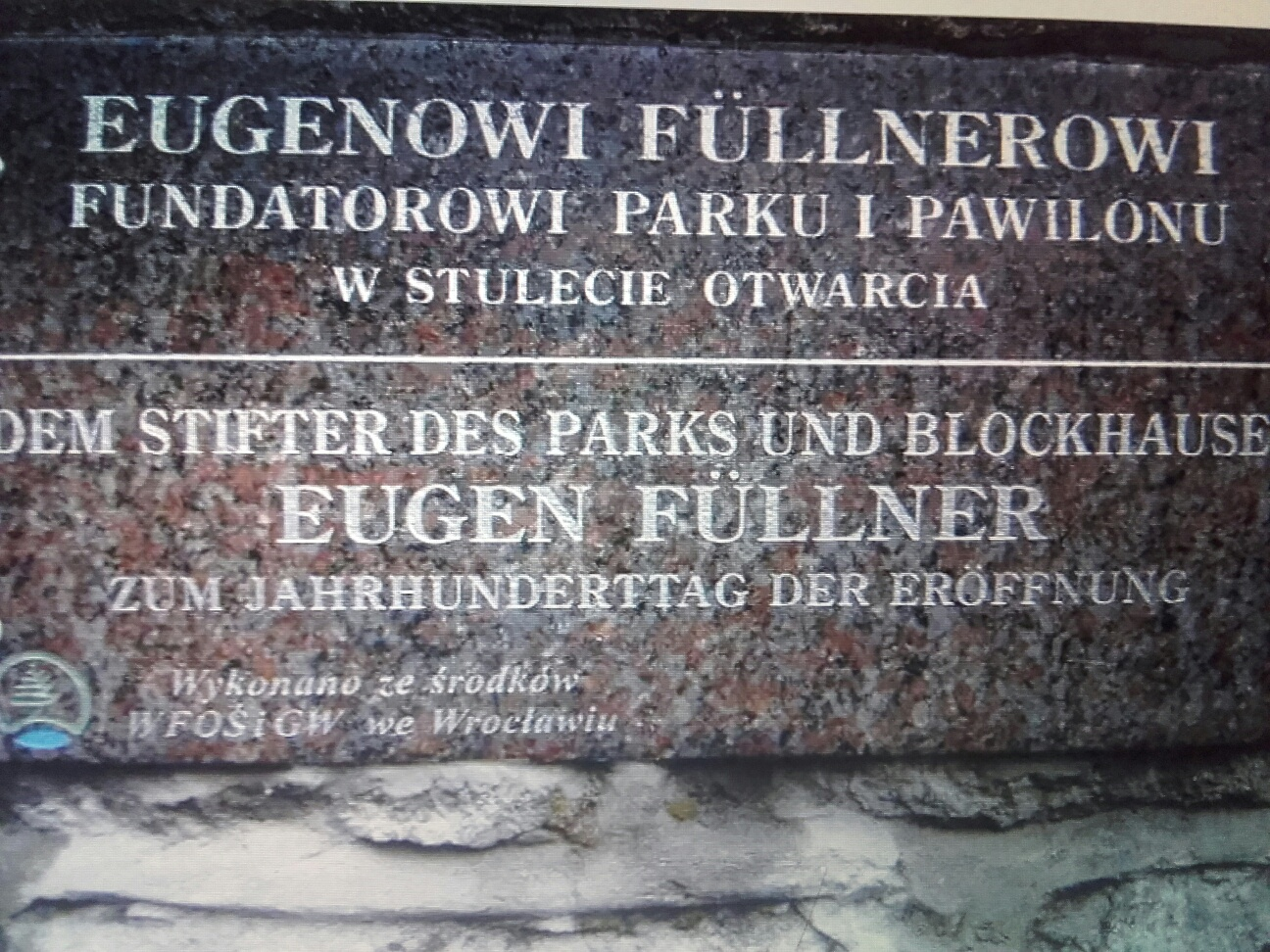
gedenksteen 100-jarig bestaan van het park en paviljoen (2009)

Eugen Füllner overleed (kinderloos) in 1925 en werd begraven op het kerkhof van Bad Warmbrunn. In 1932, stierf ook zijn vrouw en werd zij bijgezet in het graf. Dit graf bestaat nog steeds en wordt onderhouden op kosten van zijn oude fabriek, het huidige Pools-Amerikaanse bedrijf PMPoland SA.

## Onderscheidingen
- Orde van de Rode Adelaar (1904)[4]
- Ordre national de la Légion d'honneur (1907)
- Kroonorde IIIe klasse (1908)